# 戚益军
戚益军（1973年4月—），清华大学植物生物学研究中心主任，生命科学学院副院长，从事非编码RNA和表观遗传机制研究。戚益军曾入选2011年度长江学者特聘教授，还曾获得中国国家自然科学奖二等奖。